# Beala Slatina
Beala Slatina (în bulgară Бяла Слатина) este un oraș în comuna Beala Slatina, regiunea Vrața,  Bulgaria. 

## Demografie
Componența etnică a orașului Beala Slatina
     Bulgari (71,88%)
     Romi (11,08%)
     Turci (1,94%)
     Nicio identificare (14,94%)
     Altele (0,15%)
La recensământul din 2011, populația orașului Beala Slatina era de 11.227 locuitori. Din punct de vedere etnic, majoritatea locuitorilor (71,88%) erau bulgari, existând și minorități de romi (11,08%) și turci (1,94%). Pentru 14,94% din locuitori nu este cunoscută apartenența etnică.

## Personalități născute aici
- Denislava Verghinieva Sașova (cunoscută ca Diona, n. 1995), cântăreață.